# Mílon de Crotona

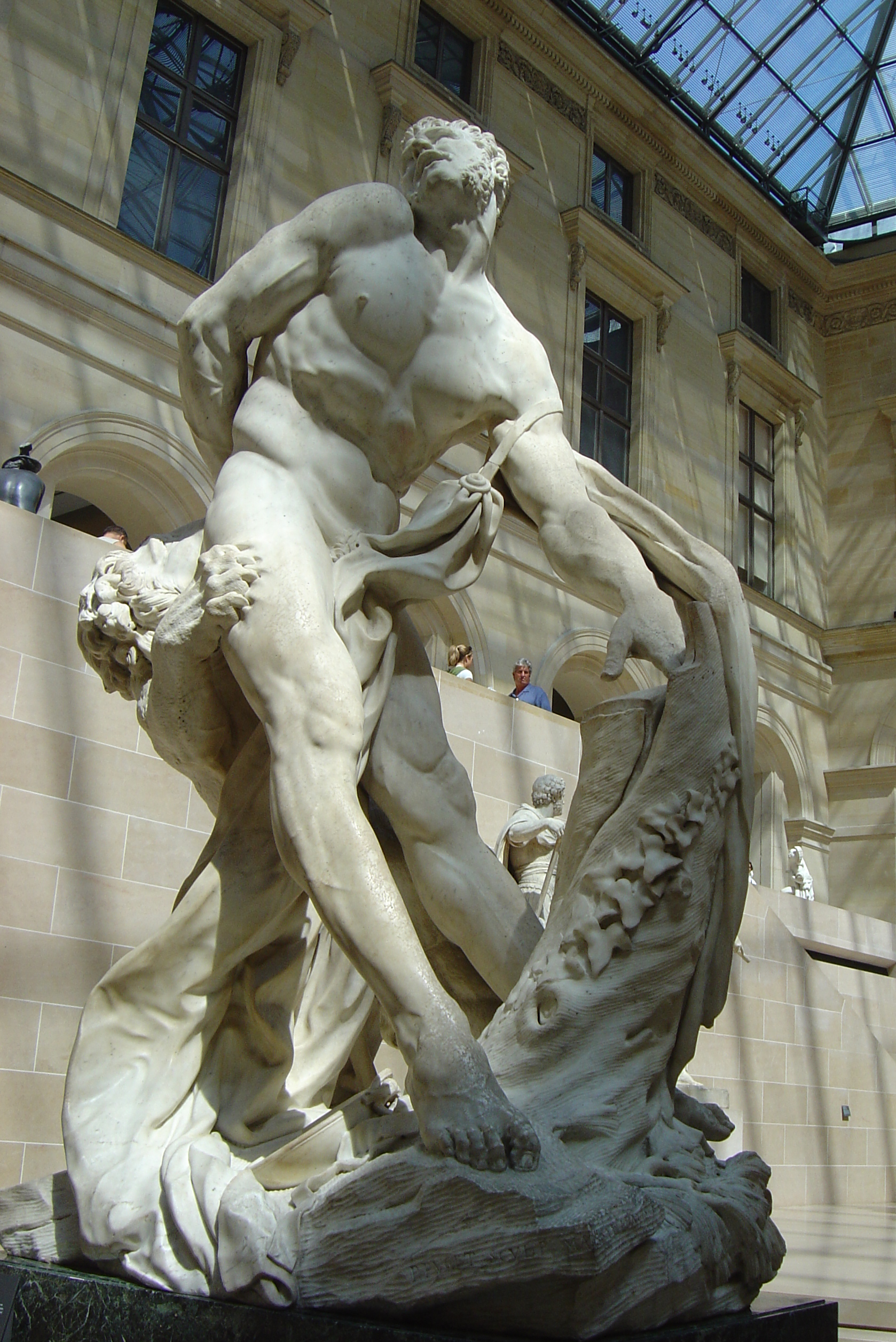
Milon de Crotone, escultura de Pierre Puget (Paris, Museu do Louvre).

## Biografia
Mílon (em grego: Μίλων; Crotona, 510 a.C.)[carece de fontes?], filho de Diotimus, foi um célebre atleta grego que destacou-se na luta e que nos jogos antigos teria ganho 12 competições: seis vezes nos Jogos Olímpicos (uma delas na categoria de crianças) e seis vezes nos Jogos Píticos (uma delas como criança). Na sétima vez que competiu nos jogos olímpicos, ele perdeu para Timasitheus, um jovem de Crotona, que se recusou a chegar perto dele na luta.
Como testemunho de sua enorme força muscular se cita o caso de que assistindo a uma lição de Pitágoras com vários discípulos do filósofo, o teto desabava e Milon o sustentou com uma mão até que todos tivessem saído do recinto. Ele também carregava a própria estátua.
Em outra ocasião carregou um boi de quatro anos sobre suas costas, correndo com esta carga uns 120 passos, matando-o posteriormente com um golpe das próprias mãos.

### Morte
Se conta que um dia, passeando por um bosque, encontrou uma árvore parcialmente derrubada pelos lenhadores que haviam posto uma cunha em uma rachadura. Querendo partir a árvore com suas mãos, removeu a cunha, quando então as partes do tronco se uniram deixando presas suas mãos e assim foi devorado por lobos selvagens.

### Curiosidades
Sobre o lendário episódio do boi sobre suas costas, é relatado que colocou o animal desde pequeno, seguida e metodicamente, repetindo os movimentos que faria, e a medida que o animal crescia, contava que suas força crescesse proporcionalmente. É uma das descrições mais antigas de um treinamento com cargas crescentes, ou (princípio da sobrecarga), a base do treinamento com pesos na (musculação), no (fisiculturismo) e do (halterofilismo), meios nos quais sua figura tornou-se, ainda que lendária e simbólica, exemplo de princípios, método e persistência.
Sua estátua em Olímpia, feita por "Dameas" de Crotona, ainda existia na época de (Pausânias). Além de diversas representações na pintura e na escultura, Milon é citado por François Rabelais quando faz comparações da força de seu personagem (Gargântua) e por William Shakespeare no 2° ato de (Tróilo e Créssida).